# Macrotera bidenticauda
Macrotera bidenticauda is een vliesvleugelig insect uit de familie Andrenidae. De wetenschappelijke naam van de soort is voor het eerst geldig gepubliceerd in 1953 door Timberlake.